# Orthonama majorata
Orthonama majorata là một loài bướm đêm trong họ Geometridae.